# Christian Philipp
Pour les articles homonymes, voir Philipp.
Ne doit pas être confondu avec Christian Philip.
Christian Philipp (3 septembre 1893 à Michelfeld - 16 octobre 1963 à Unterleinleiter) est un Generalleutnant allemand qui a servi au sein de la Heer dans la Wehrmacht pendant la Seconde Guerre mondiale.
Il a été récipiendaire de la Croix de chevalier de la Croix de fer.

## Biographie
Christian Philipp s'engage comme volontaire en août 1914 dans le 3e régiment d'artillerie royal bavarois (de) et sert comme officier pendant la Première Guerre mondiale. Fin 1915, il est sous-lieutenant dans le 6e régiment d'infanterie royal bavarois (de). 
Christian Philipp est capturé en 1945 et reste en captivité jusqu'en 1947.

## Décorations
- Croix de fer (1914)
  - 2e Classe
  - 1re Classe
- Croix d'honneur des combattants 1914-1918
- Agrafe de la Croix de fer (1939)
  - 2e Classe
  - 1re Classe
- Agrafe de la liste d'honneur (10 octobre 1941)
- Croix allemande en Or (27 octobre 1941)
- Croix de chevalier de la Croix de fer
  - Croix de chevalier le 11 mars 1945 en tant que Generalleutnant et commandant de la 8. Jäger-Division[1]